# Natalie Geisenberger
Natalie Geisenberger (født 5. februar 1988) er en tysk kælker. Hun er firfoldig olympisk mester og har vundet talrige EM- og VM-medaljer.

## Karriere
Geisenbergers første store internationale resultat kom i 2008, hvor hun vandt EM-guld og VM-sølv i enerkælk. Hun var første gang med ved vinter-OL i 2010 i Vancouver, hvor hun med to andenpladser, en fjerdeplads og en syvendeplads sikrede sig bronze i enerkælk efter landsmanden Tatjana Hüfner, der fik guld, og østrigeren Nina Reithmayer på andenpladsen.
Hun mødte op til vinter-OL 2014 i Sotji som regerende verdensmester i enerkælk og vandt sikkert guld med sejre i alle fire kørsler, mens Hüfner blev nummer to og amerikaneren Erin Hamlin nummer tre. Ved samme lege var hun også med i stafetten som første kører på det tyske hold, hvor Felix Loch, Tobias Wendl og Tobias Arlt fulgte trop i disciplinen, der var på det olympiske program for første gang. Alle de tyske deltagere havde vundet guld i andre discipliner ved samme OL, så de var favoritter og levede op til værdigheden ved at sejre med mere end et sekund ned til nummer to fra Rusland, der selv var mere end et halvt sekund bedre end de lettiske bronzevindere.
Geisenberger var igen med ved vinter-OL 2018 i Pyeongchang, hvor hun genvandt sit olympiske mesterskab i enerkælk foran landsmanden Dajana Eitberger og canadieren Alex Gough. I stafetten bestod det tyske hold igen af kælkere (Geisenberger, Johannes Ludwig, Wendl og Arlt), der allerede havde vundet medaljer ved legene, og de sikrede sig sejren foran Canada og Østrig.
Udover sine mange mesterskaber har hun også vundet den samlede World Cup'en otte gange i alt, deraf syv sæsoner i træk (2012/13 - 2018/19 samt 2020/21).